# Vuelta a España 2001
La Vuelta a España 2001, cinquantaseiesima edizione della corsa, si svolse in ventuno tappe dall'8 settembre al 30 settembre 2001, per un percorso totale di 2 989 km. Fu vinta dallo spagnolo Ángel Casero, che terminò la gara in 70h49'05".
Solo nella tappa a cronometro di Madrid, nell'ultima giornata di corsa, riuscì ad imporsi su Óscar Sevilla, leader della classifica generale per dodici giornate durante la corsa, e ininterrottamente da dieci giornate, prima della tappa decisiva.

## Tappe
| Tappa  | Data         | Percorso                                         | km    | Vincitore di tappa        | Leader cl. generale |
| ------ | ------------ | ------------------------------------------------ | ----- | ------------------------- | ------------------- |
| 1ª     | 8 settembre  | Salamanca (cron. individuale)                    | 12,3  | David Millar              | David Millar        |
| 2ª     | 9 settembre  | Salamanca > Valladolid                           | 147,2 | Erik Zabel                | David Millar        |
| 3ª     | 10 settembre | Valladolid > León                                | 140,5 | Erik Zabel                | David Millar        |
| 4ª     | 11 settembre | León > Gijón                                     | 175   | Erik Zabel                | Santiago Botero     |
| 5ª     | 12 settembre | Gijón > Lagos de Covadonga                       | 160,8 | Juan Miguel Mercado       | Óscar Sevilla       |
| 6ª     | 13 settembre | Cangas de Onís > Torrelavega                     | 180,6 | David Millar              | Óscar Sevilla       |
| 7ª     | 14 settembre | Torrelavega (cron. individuale)                  | 44,2  | Santiago Botero           | Santiago Botero     |
| 8ª     | 15 settembre | Reinosa > Alto de la Cruz de la Demanda          | 195   | José María Jiménez        | Joseba Beloki       |
| 9ª     | 16 settembre | Logroño > Saragozza                              | 179,2 | Igor González de Galdeano | Joseba Beloki       |
| 10ª    | 18 settembre | Sabadell > La Molina                             | 168,4 | Santiago Blanco           | Joseba Beloki       |
| 11ª    | 19 settembre | Alp > Estación de Pal (AND)                      | 154,2 | José María Jiménez        | Óscar Sevilla       |
| 12ª    | 20 settembre | Ordino (AND) > Arcalís (AND) (cron. individuale) | 17,1  | José María Jiménez        | Óscar Sevilla       |
| 13ª    | 21 settembre | Andorra (AND) > Port Aventura                    | 206   | Beat Zberg                | Óscar Sevilla       |
| 14ª    | 22 settembre | Tarragona > Vinaròs                              | 170,5 | Juan Manuel Gárate        | Óscar Sevilla       |
| 15ª    | 23 settembre | Valencia > Alto de Aitana                        | 207,2 | Claus Michael Møller      | Óscar Sevilla       |
| 16ª    | 25 settembre | Alcoy > Murcia                                   | 153,3 | Tomáš Konečný             | Óscar Sevilla       |
| 17ª    | 26 settembre | Murcia > Albacete                                | 159,5 | Robert Hunter             | Óscar Sevilla       |
| 18ª    | 27 settembre | Albacete > Cuenca                                | 154,2 | Filippo Simeoni           | Óscar Sevilla       |
| 19ª    | 28 settembre | Cuenca > Guadalajara                             | 168   | Guido Trenti              | Óscar Sevilla       |
| 20ª    | 29 settembre | Guadalajara > Alto de Abantos                    | 176,3 | Gilberto Simoni           | Óscar Sevilla       |
| 21ª    | 30 settembre | Madrid (cron. individuale)                       | 38    | Santiago Botero           | Ángel Casero        |
| Totale | Totale       | Totale                                           | 2 989 |                           |                     |

## Squadre e corridori partecipanti
Le 21 squadre partecipanti alla gara furono:
| N.      | Cod. | Squadra                      |
| ------- | ---- | ---------------------------- |
| 1-9     | USP  | US Postal Service            |
| 11-19   | ALS  | Alessio                      |
| 21-29   | BAN  | iBanesto.com                 |
| 31-39   | COA  | Team Coast                   |
| 41-49   | COF  | Cofidis                      |
| 51-59   | CTA  | Cantina Tollo-Acqua & Sapone |
| 61-69   | DFF  | Domo-Farm Frites             |
| 71-79   | EUS  | Euskaltel-Euskadi            |
| 81-89   | FES  | Festina                      |
| 91-99   | JAZ  | Jazztel-Costa de Almería     |
| 101-109 | KEL  | Kelme-Costa Blanca           |

| N.      | Cod. | Squadra                   |
| ------- | ---- | ------------------------- |
| 111-119 | LAM  | Lampre-Daikin             |
| 121-129 | MAP  | Mapei-Quick Step          |
| 131-139 | MER  | Mercatone Uno             |
| 141-149 | MIL  | Milaneza-MSS              |
| 151-159 | ONC  | ONCE-Eroski               |
| 161-169 | PAN  | Ceramiche Panaria-Fiordo  |
| 171-199 | RAB  | Rabobank                  |
| 181-189 | REL  | Colchon Relax-Fuenlabrada |
| 191-199 | SAE  | Saeco Macchine per Caffè  |
| 201-209 | TEL  | Team Deutsche Telekom     |

## Dettagli delle tappe

### 1ª tappa
- 8 settembre: Salamanca – Cronometro individuale – 12,3 km

Risultati
| Pos. | Corridore       | Squadra   | Tempo  |
| ---- | --------------- | --------- | ------ |
| 1    | David Millar    | Cofidis   | 14'56" |
| 2    | Santiago Botero | Kelme     | a 1"   |
| SQ   | Levi Leipheimer | US Postal | a 6"   |

| Pos. | Corridore       | Squadra   | Tempo  |
| ---- | --------------- | --------- | ------ |
| 1    | David Millar    | Cofidis   | 14'56" |
| 2    | Santiago Botero | Kelme     | a 1"   |
| SQ   | Levi Leipheimer | US Postal | a 6"   |

### 2ª tappa
- 9 settembre: Salamanca > Valladolid – 147,2 km

Risultati
| Pos. | Corridore     | Squadra       | Tempo    |
| ---- | ------------- | ------------- | -------- |
| 1    | Erik Zabel    | Deutsche Tel. | 3.34'28" |
| 2    | Óscar Freire  | Mapei         | s.t.     |
| 3    | Robbie McEwen | Domo-Farm Fr. | s.t.     |

| Pos. | Corridore       | Squadra   | Tempo    |
| ---- | --------------- | --------- | -------- |
| 1    | David Millar    | Cofidis   | 3.49'27" |
| 2    | Santiago Botero | Kelme     | a 1"     |
| SQ   | Levi Leipheimer | US Postal | a 6"     |

### 3ª tappa
- 10 settembre: Valladolid > León – 140,5 km

Risultati
| Pos. | Corridore     | Squadra       | Tempo    |
| ---- | ------------- | ------------- | -------- |
| 1    | Erik Zabel    | Deutsche Tel. | 3.02'50" |
| 2    | Robbie McEwen | Domo-Farm Fr. | s.t.     |
| 3    | Danilo Hondo  | Deutsche Tel. | s.t.     |

| Pos. | Corridore           | Squadra     | Tempo    |
| ---- | ------------------- | ----------- | -------- |
| 1    | David Millar        | Cofidis     | 3.49'27" |
| 2    | Santiago Botero     | Kelme       | a 1"     |
| 3    | Igor González de G. | ONCE-Eroski | a 17"    |

### 4ª tappa
- 11 settembre: León > Gijón – 175 km

Risultati
| Pos. | Corridore       | Squadra       | Tempo    |
| ---- | --------------- | ------------- | -------- |
| 1    | Erik Zabel      | Deutsche Tel. | 4.09'46" |
| 2    | Óscar Freire    | Mapei         | s.t.     |
| 3    | Sven Teutenberg | Festina       | s.t.     |

| Pos. | Corridore       | Squadra | Tempo     |
| ---- | --------------- | ------- | --------- |
| 1    | Santiago Botero | Kelme   | 11.02'20" |
| 2    | David Millar    | Cofidis | a 4"      |
| 3    | Pedro Horrillo  | Mapei   | a 11"     |

### 5ª tappa
- 12 settembre: Gijón > Lagos de Covadonga - 160,8 km

Risultati
| Pos. | Corridore           | Squadra      | Tempo    |
| ---- | ------------------- | ------------ | -------- |
| 1    | Juan Miguel Mercado | iBanesto.com | 4.18'37" |
| 2    | Óscar Sevilla       | Kelme        | a 33"    |
| 3    | Joseba Beloki       | ONCE-Eroski  | a 58"    |

| Pos. | Corridore           | Squadra      | Tempo     |
| ---- | ------------------- | ------------ | --------- |
| 1    | Óscar Sevilla       | Kelme        | 15.22'09" |
| 2    | Juan Miguel Mercado | iBanesto.com | a 15"     |
| 3    | Joseba Beloki       | ONCE-Eroski  | a 35"     |

### 6ª tappa
- 13 settembre: Cangas de Onís > Torrelavega - 180,6 km

Risultati
| Pos. | Corridore       | Squadra       | Tempo    |
| ---- | --------------- | ------------- | -------- |
| 1    | David Millar    | Cofidis       | 4.02'36" |
| 2    | Santiago Botero | Kelme         | a 4"     |
| 3    | Erik Zabel      | Deutsche Tel. | a 58"    |

| Pos. | Corridore           | Squadra      | Tempo     |
| ---- | ------------------- | ------------ | --------- |
| 1    | Óscar Sevilla       | Kelme        | 19.25'43" |
| 2    | Juan Miguel Mercado | iBanesto.com | a 15"     |
| 3    | Joseba Beloki       | ONCE-Eroski  | a 35"     |

### 7ª tappa
- 14 settembre: Torrelavega > Torrelavega – Cronometro individuale – 44,2 km

Risultati
| Pos. | Corridore       | Squadra   | Tempo  |
| ---- | --------------- | --------- | ------ |
| 1    | Santiago Botero | Kelme     | 55'09" |
| SQ   | Levi Leipheimer | US Postal | a 29"  |
| 3    | David Plaza     | Festina   | a 44"  |

| Pos. | Corridore       | Squadra | Tempo     |
| ---- | --------------- | ------- | --------- |
| 1    | Santiago Botero | Kelme   | 20.21'58" |
| 2    | Óscar Sevilla   | Kelme   | a 21"     |
| 3    | David Plaza     | Festina | a 37"     |

### 8ª tappa
- 15 settembre: Reinosa > Alto Cruz de la Demanda – 195 km

Risultati
| Pos. | Corridore           | Squadra      | Tempo    |
| ---- | ------------------- | ------------ | -------- |
| 1    | José María Jiménez  | iBanesto.com | 4.43'02" |
| 2    | Joseba Beloki       | ONCE-Eroski  | a 23"    |
| 3    | Juan Miguel Mercado | iBanesto.com | a 28"    |

| Pos. | Corridore     | Squadra     | Tempo     |
| ---- | ------------- | ----------- | --------- |
| 1    | Joseba Beloki | ONCE-Eroski | 25.06'17" |
| 2    | Óscar Sevilla | Kelme       | a 14"     |
| 3    | Ángel Casero  | Festina     | a 51"     |

### 9ª tappa
- 16 settembre: Logroño > Saragozza - 179,2 km

Risultati
| Pos. | Corridore           | Squadra     | Tempo    |
| ---- | ------------------- | ----------- | -------- |
| 1    | Igor González de G. | ONCE-Eroski | 3.14'52" |
| 2    | Sven Teutenberg     | Festina     | s.t.     |
| 3    | Biagio Conte        | Saeco       | s.t.     |

| Pos. | Corridore     | Squadra     | Tempo     |
| ---- | ------------- | ----------- | --------- |
| 1    | Joseba Beloki | ONCE-Eroski | 28.21'09" |
| 2    | Óscar Sevilla | Kelme       | a 14"     |
| 3    | Ángel Casero  | Festina     | a 51"     |

### 10ª tappa
- 18 settembre: Sabadell > La Molina – 168,4 km

Risultati
| Pos. | Corridore            | Squadra      | Tempo    |
| ---- | -------------------- | ------------ | -------- |
| 1    | Santiago Blanco      | iBanesto.com | 4.20'23" |
| 2    | Claus Michael Møller | Milaneza-MSS | a 2'57"  |
| 3    | Antonio Tauler       | Kelme        | a 4'09"  |

| Pos. | Corridore     | Squadra     | Tempo     |
| ---- | ------------- | ----------- | --------- |
| 1    | Joseba Beloki | ONCE-Eroski | 32.45'55" |
| 2    | Óscar Sevilla | Kelme       | a 14"     |
| 3    | Ángel Casero  | Festina     | a 51"     |

### 11ª tappa
- 19 settembre: Alp > Andorra (AND) – 154,2 km

Risultati
| Pos. | Corridore           | Squadra      | Tempo    |
| ---- | ------------------- | ------------ | -------- |
| 1    | José María Jiménez  | iBanesto.com | 4.08'28" |
| 2    | Fernando Escartín   | Team Coast   | a 1'44"  |
| 3    | Juan Miguel Mercado | iBanesto.com | s.t.     |

| Pos. | Corridore           | Squadra      | Tempo     |
| ---- | ------------------- | ------------ | --------- |
| 1    | Óscar Sevilla       | Kelme        | 36.56'21" |
| 2    | Ángel Casero        | Festina      | a 37"     |
| 3    | Juan Miguel Mercado | iBanesto.com | a 1'46"   |

### 12ª tappa
- 20 settembre: Ordino (AND) > Arcalís (AND) – Cronometro individuale – 17,1 km

Risultati
| Pos. | Corridore          | Squadra      | Tempo  |
| ---- | ------------------ | ------------ | ------ |
| 1    | José María Jiménez | iBanesto.com | 36'38" |
| 2    | Carlos Sastre      | ONCE-Eroski  | a 28"  |
| 3    | José Luis Rubiera  | US Postal    | a 31"  |

| Pos. | Corridore           | Squadra      | Tempo     |
| ---- | ------------------- | ------------ | --------- |
| 1    | Óscar Sevilla       | Kelme        | 37.33'43" |
| 2    | Ángel Casero        | Festina      | a 41"     |
| 3    | Juan Miguel Mercado | iBanesto.com | a 2'02"   |

### 13ª tappa
- 8 settembre: Andorra (AND) > Port Aventura – 206 km

Risultati
| Pos. | Corridore        | Squadra       | Tempo    |
| ---- | ---------------- | ------------- | -------- |
| 1    | Beat Zberg       | Rabobank      | 4.28'07" |
| 2    | Richard Virenque | Domo-Farm Fr. | s.t.     |
| 3    | Igor Flores      | Euskaltel     | s.t.     |

| Pos. | Corridore           | Squadra      | Tempo     |
| ---- | ------------------- | ------------ | --------- |
| 1    | Óscar Sevilla       | Kelme        | 42.02'25" |
| 2    | Ángel Casero        | Festina      | a 41"     |
| 3    | Juan Miguel Mercado | iBanesto.com | a 2'02"   |

### 14ª tappa
- 22 settembre: Tarragona > Vinarós – 170,5 km

Risultati
| Pos. | Corridore             | Squadra       | Tempo    |
| ---- | --------------------- | ------------- | -------- |
| 1    | Juan Manuel Gárate    | Lampre-Daikin | 3.56'08" |
| 2    | Juan Carlos Domínguez | iBanesto.com  | s.t.     |
| 3    | Julian Dean           | US Postal     | a 15"    |

| Pos. | Corridore           | Squadra      | Tempo     |
| ---- | ------------------- | ------------ | --------- |
| 1    | Óscar Sevilla       | Kelme        | 46.08'17" |
| 2    | Ángel Casero        | Festina      | a 41"     |
| 3    | Juan Miguel Mercado | iBanesto.com | a 2'02"   |

### 15ª tappa
- 23 settembre: Valencia > Alto de Aitana – 207,2 km

Risultati
| Pos. | Corridore            | Squadra       | Tempo    |
| ---- | -------------------- | ------------- | -------- |
| 1    | Claus Michael Møller | Milaneza-MSS  | 5.44'18" |
| 2    | Gilberto Simoni      | Lampre-Daikin | a 15"    |
| 3    | Carlos Sastre        | ONCE-Eroski   | s.t.     |

| Pos. | Corridore           | Squadra      | Tempo     |
| ---- | ------------------- | ------------ | --------- |
| 1    | Óscar Sevilla       | Kelme        | 51.53'25" |
| 2    | Ángel Casero        | Festina      | a 25"     |
| 3    | Juan Miguel Mercado | iBanesto.com | a 2'02"   |

### 16ª tappa
- 25 settembre: Alcoy > Murcia – 153,3 km

Risultati
| Pos. | Corridore        | Squadra       | Tempo    |
| ---- | ---------------- | ------------- | -------- |
| 1    | Tomáš Konečný    | Domo-Farm Fr. | 3.11'33" |
| 2    | David Etxebarria | Euskaltel     | s.t.     |
| 3    | Ángel Edo        | Milaneza-MSS  | s.t.     |

| Pos. | Corridore           | Squadra      | Tempo     |
| ---- | ------------------- | ------------ | --------- |
| 1    | Óscar Sevilla       | Kelme        | 55.04'58" |
| 2    | Ángel Casero        | Festina      | a 25"     |
| 3    | Juan Miguel Mercado | iBanesto.com | a 2'02"   |

### 17ª tappa
- 26 settembre: Murcia > Albacete – 159,5 km

Risultati
| Pos. | Corridore     | Squadra       | Tempo    |
| ---- | ------------- | ------------- | -------- |
| 1    | Robert Hunter | Lampre-Daikin | 3.18'46" |
| 2    | Danilo Hondo  | Deutsche Tel. | s.t.     |
| 3    | Robbie McEwen | Domo-Farm Fr. | s.t.     |

| Pos. | Corridore     | Squadra | Tempo     |
| ---- | ------------- | ------- | --------- |
| 1    | Óscar Sevilla | Kelme   | 58.23'44" |
| 2    | Ángel Casero  | Festina | a 25"     |
| 3    | Roberto Heras | Kelme   | 2'20"     |

### 18ª tappa
- 27 settembre: Albacete > Cuenca – 154,2 km

Risultati
| Pos. | Corridore         | Squadra       | Tempo    |
| ---- | ----------------- | ------------- | -------- |
| 1    | Filippo Simeoni   | Cantina Tollo | 3.07'29" |
| 2    | Geert Verheyen    | Rabobank      | a 28"    |
| 3    | Rafael Díaz Justo | ONCE-Eroski   | s.t.     |

| Pos. | Corridore     | Squadra | Tempo     |
| ---- | ------------- | ------- | --------- |
| 1    | Óscar Sevilla | Kelme   | 61.32'12" |
| 2    | Ángel Casero  | Festina | a 25"     |
| 3    | Roberto Heras | Kelme   | 2'20"     |

### 19ª tappa
- 28 settembre: Cuenca > Guadalajara – 168 km

Risultati
| Pos. | Corridore         | Squadra       | Tempo    |
| ---- | ----------------- | ------------- | -------- |
| 1    | Guido Trenti      | Cantina Tollo | 3.49'34" |
| 2    | Mikel Zarrabeitia | ONCE-Eroski   | a 2"     |
| 3    | Aleksandr Šefer   | Alessio       | s.t.     |

| Pos. | Corridore     | Squadra | Tempo     |
| ---- | ------------- | ------- | --------- |
| 1    | Óscar Sevilla | Kelme   | 65.36'58" |
| 2    | Ángel Casero  | Festina | a 25"     |
| 3    | Roberto Heras | Kelme   | 2'20"     |

### 20ª tappa
- 29 settembre: Guadalajara > Alto de Abantos – 176,3 km

Risultati
| Pos. | Corridore          | Squadra       | Tempo    |
| ---- | ------------------ | ------------- | -------- |
| 1    | Gilberto Simoni    | Lampre-Daikin | 4.25'09" |
| 2    | José María Jiménez | iBanesto.com  | a 2"     |
| 3    | José Luis Rubiera  | US Postal     | a 15"    |

| Pos. | Corridore     | Squadra | Tempo     |
| ---- | ------------- | ------- | --------- |
| 1    | Óscar Sevilla | Kelme   | 70.02'22" |
| 2    | Ángel Casero  | Festina | a 25"     |
| 3    | Roberto Heras | Kelme   | 2'20"     |

### 21ª tappa
- 30 settembre: Madrid > Madrid – Cronometro individuale - 38 km

Risultati
| Pos. | Corridore       | Squadra   | Tempo  |
| ---- | --------------- | --------- | ------ |
| 1    | Santiago Botero | Kelme     | 45'33" |
| SQ   | Levi Leipheimer | US Postal | a 14"  |
| 3    | David Millar    | Cofidis   | a 37"  |

## Evoluzione delle classifiche
| Tappa              | Vincitore                 | Classifica generale Maglia oro | Classifica scalatori Maglia verde | Classifica a punti Maglia azzurra | Classifica traguardi volanti Maglia bianca | Classifica a squadre |
| ------------------ | ------------------------- | ------------------------------ | --------------------------------- | --------------------------------- | ------------------------------------------ | -------------------- |
| 1ª                 | David Millar              | David Millar                   | David Millar                      | David Millar                      | non assegnata                              | Kelme-Costa Blanca   |
| 2ª                 | Erik Zabel                | David Millar                   | David Millar                      | David Millar                      | José Manuel Vázquez                        | Kelme-Costa Blanca   |
| 3ª                 | Erik Zabel                | David Millar                   | David Millar                      | Erik Zabel                        | Enrico Degano                              | Kelme-Costa Blanca   |
| 4ª                 | Erik Zabel                | Santiago Botero                | Karsten Kroon                     | Erik Zabel                        | César García Calvo                         | Mapei-Quick Step     |
| 5ª                 | Juan Miguel Mercado       | Óscar Sevilla                  | Juan Miguel Mercado               | Erik Zabel                        | César García Calvo                         | iBanesto.com         |
| 6ª                 | David Millar              | Óscar Sevilla                  | Juan Miguel Mercado               | Erik Zabel                        | César García Calvo                         | iBanesto.com         |
| 7ª                 | Santiago Botero           | Santiago Botero                | Juan Miguel Mercado               | Erik Zabel                        | César García Calvo                         | Kelme-Costa Blanca   |
| 8ª                 | José María Jiménez        | Joseba Beloki                  | Juan Miguel Mercado               | Erik Zabel                        | César García Calvo                         | Festina              |
| 9ª                 | Igor González de Galdeano | Joseba Beloki                  | Juan Miguel Mercado               | Erik Zabel                        | César García Calvo                         | Festina              |
| 10ª                | Santiago Blanco           | Joseba Beloki                  | Juan Miguel Mercado               | Erik Zabel                        | César García Calvo                         | iBanesto.com         |
| 11ª                | José María Jiménez        | Óscar Sevilla                  | José María Jiménez                | Erik Zabel                        | César García Calvo                         | iBanesto.com         |
| 12ª                | José María Jiménez        | Óscar Sevilla                  | José María Jiménez                | José María Jiménez                | César García Calvo                         | iBanesto.com         |
| 13ª                | Beat Zberg                | Óscar Sevilla                  | José María Jiménez                | José María Jiménez                | César García Calvo                         | iBanesto.com         |
| 14ª                | Juan Manuel Gárate        | Óscar Sevilla                  | José María Jiménez                | José María Jiménez                | César García Calvo                         | iBanesto.com         |
| 15ª                | Claus Michael Møller      | Óscar Sevilla                  | José María Jiménez                | José María Jiménez                | César García Calvo                         | iBanesto.com         |
| 16ª                | Tomáš Konečný             | Óscar Sevilla                  | José María Jiménez                | José María Jiménez                | César García Calvo                         | iBanesto.com         |
| 17ª                | Robert Hunter             | Óscar Sevilla                  | José María Jiménez                | José María Jiménez                | César García Calvo                         | iBanesto.com         |
| 18ª                | Filippo Simeoni           | Óscar Sevilla                  | José María Jiménez                | Erik Zabel                        | César García Calvo                         | iBanesto.com         |
| 19ª                | Guido Trenti              | Óscar Sevilla                  | José María Jiménez                | Erik Zabel                        | César García Calvo                         | iBanesto.com         |
| 20ª                | Gilberto Simoni           | Óscar Sevilla                  | José María Jiménez                | José María Jiménez                | César García Calvo                         | iBanesto.com         |
| 21ª                | Santiago Botero           | Ángel Casero                   | José María Jiménez                | José María Jiménez                | César García Calvo                         | iBanesto.com         |
| Classifiche finali | Classifiche finali        | Ángel Casero                   | José María Jiménez                | José María Jiménez                | César García Calvo                         | iBanesto.com         |

## Classifiche finali

### Classifica generale - Maglia oro
| Pos. | Corridore            | Squadra      | Tempo     |
| ---- | -------------------- | ------------ | --------- |
| 1    | Ángel Casero         | Festina      | 70h49'05" |
| 2    | Óscar Sevilla        | Kelme        | a 47"     |
| SQ   | Levi Leipheimer      | US Postal    | a 2'59"   |
| 4    | Roberto Heras        | US Postal    | a 3'56"   |
| 5    | Juan Miguel Mercado  | iBanesto.com | a 5'45"   |
| 6    | David Plaza          | Festina      | a 5'53"   |
| 7    | José Luis Rubiera    | US Postal    | a 6'57"   |
| 8    | Claus Michael Møller | Milaneza-MSS | a 7'13"   |
| 9    | Aitor Osa            | iBanesto.com | a 8'32"   |
| 10   | Fernando Escartín    | Team Coast   | a 10'31"  |

### Classifica scalatori - Maglia verde
| Pos. | Corridore            | Squadra      | Punti |
| ---- | -------------------- | ------------ | ----- |
| 1    | José María Jiménez   | iBanesto.com | 162   |
| 2    | Claus Michael Møller | Milaneza-MSS | 110   |
| 3    | Juan Miguel Mercado  | iBanesto.com | 88    |
| 4    | Óscar Sevilla        | Kelme        | 82    |
| 5    | José Luis Rubiera    | US Postal    | 55    |

### Classifica a punti - Maglia azzurra
| Pos. | Corridore          | Squadra       | Punti |
| ---- | ------------------ | ------------- | ----- |
| 1    | José María Jiménez | iBanesto.com  | 130   |
| 2    | Erik Zabel         | Deutsche Tel. | 125   |
| SQ   | Levi Leipheimer    | US Postal     | 115   |
| 4    | Santiago Botero    | Kelme         | 102   |
| 5    | Óscar Sevilla      | Kelme         | 101   |

### Classifica traguardi volanti - Maglia bianca
| Pos. | Corridore          | Squadra       | Punti |
| ---- | ------------------ | ------------- | ----- |
| 1    | César García Calvo | Relax         | 40    |
| 2    | Robert Hunter      | Lampre-Daikin | 20    |
| 3    | Óscar Laguna       | Relax         | 19    |
| 4    | Erik Zabel         | Deutsche Tel. | 16    |
| 5    | Pedro Díaz Lobato  | Almeria       | 14    |

### Classifica a squadre
| Pos. | Squadra            | Tempo      |
| ---- | ------------------ | ---------- |
| 1    | iBanesto.com       | 212h05'24" |
| 2    | US Postal Service  | a 23'47"   |
| 3    | Festina            | a 26'08"   |
| 4    | Kelme-Costa Blanca | a 1.01'11" |
| 5    | Euskaltel-Euskadi  | a 1.03'31" |